# 牛リ酥
牛脷酥（ぎゅうりそ、Ox-tongue pastry）は、広東省や福建省等の中国南部で人気のあるペイストリーである。horse-ear pastryやChinese doughnutとも呼ばれる。パン生地を揚げたもので、形は楕円形であり、牛タンや馬の耳に似ていることから名付けられた。食感は歯ごたえがあり、内部は柔らかく、皮はカリカリしている。軽い甘味が付いており、豆乳とともに朝食として食べられる。油条と同様に、小麦粉に砂糖を加えて作る。

### 他の中国の揚げパン
- 咸煎餅（中国語版）
- 双胞胎
- 油条